# Kriste, Králi, dárce spásy
Kriste, Králi, dárce spásy je česká duchovní píseň, akcentující události slavené v katolické liturgii na Květnou neděli – vjezd Ježíše Krista do Jeruzaléma. Text je parafrází hymnu Gloria, laus et honor, jehož autorem je Theodulf z Orleans († 821). V Jednotném kancionálu má číslo 318 a dvě verze nápěvu. První verze nápěvu pochází od Františka Holíka, někdejšího faráře v Bobrové u Žďáru nad Sázavou. Druhá verze je přejata z Kancionálu svatojánského, vydaného v roce 1863. 
Píseň má čtyři sloky a lze ji zpívat při průvodu po žehnání ratolestí na úvod bohoslužby Květné neděle. 